# Герман Баден-Баденский
Герман Баден-Баденский (12 октября 1628, Баден-Баден — 30 октября 1691, Регенсбург) — имперский дипломат, генерал-фельдмаршал, президент гофкригсрата и представитель империи в рейхстаге в Регенсбурге.

## Биография

### Ранняя жизнь
Герман Баден-Баденский был пятым сыном маркграфа Баден-Бадена Вильгельма и его первой жены Екатерины Урсулы Гогенцоллерн-Гехингенской.
Он был предназначен для церковной карьеры и был назначен каноником в Кёльне и Падерборне. Он участвовал в капитуле Страсбурга, Зальцбурга и Аугсбурга. Он тщетно пытался вступить в Орден Святого Иоанна. Около 1660 года он считался возможным преемником короля Польши Яна II Казимира, и поэтому он отказался от мест в любых капитулах в 1661 году.
Когда он не был избран королём Польши, он обратился к военной карьере. В 1663 году он воевал в Венгрии против османов, командуя войсками Бургундского имперского округа.

### Военная карьера

#### Деволюционная война
В 1665 году он командовал австрийскими вспомогательными силами в Испанских Нидерландах, несмотря на возражения Людовика XIV.
После того, как в 1667 году началась Деволюционная война, он попытался завоевать для Испании сторонников в Германии. От имени испанского губернатора маркиза де Кастрела Родриго он отправился в Берлин, чтобы договориться о союзе против Франции с курфюрстом Бранденбурга Фридрихом Вильгельмом. Когда ему это удалось, он вернулся в Брюссель. Однако Бранденбург заключил союз с Францией в декабре 1667 года.

#### Голландская война
В 1671 году, когда назревала франко-голландская война, Герман активно участвовал в переговорах о союзе между Швецией и Священной Римской империей. Однако соглашению помешали дворцовые интриги, подкреплёнными французскими взятками.
Когда началась война, он служил под командованием Раймонда Монтекукколи в качестве фельдцейхмейстера и командира артиллерии. 4 октября 1674 года он сражался вместе с Александром де Бурнонвилем в битве при Энтзхайме. После того, как они проиграли сражения в Мюлузе 29 декабря 1674 года и в Тюркхайме 5 января 1675 года, им пришлось отступить через Рейн. В 1675 году он защищал Брайсгау. Однако он не смог помешать Тюренну перейти через Рейн.
Герман успешно защитил Оффенбург от французского наступления во главе с Вобаном. Затем он участвовал в осаде Агно. Его артиллерия открыла огонь по Саверну. Тем не менее, Монтекукколи приказал ему прекратить атаку и отступить на зимовку.
В 1676 году он сражался под командованием герцога Лотарингии Карла V. Вместе они смогли помешать французам укрепить свои войска в Филипсбурге. Герман и маркграф Баден-Дурлаха Фридрих VI успешно осаждали Филипсбург.
В 1677 году он снова сражался под командованием Карла V. В 1678 году он в течение короткого времени командиром в Страсбурге, пока он не был вынужден по болезни покинуть свой пост.

#### Венская битва
После того, как Нимвегенские мирные договоры положили конец франко-голландской войне, Герман снова стал посланником императора при различных дворах. Он был отправлен в Берлин в 1680 году, но не добился там успеха. В 1682 году он сменил Монтекукколи на посту президента Гофкригсрата. В 1683 году он отправился в Венгрию, чтобы подготовиться к Великой Турецкой войне.
Он был назначен фельдмаршалом и был влиятельным министром императора Леопольда I. Он добился того, чтобы гарнизон в Вене не был размещён в Венгрии. Когда турецкая армия подошла к Вене, Герман попросил разрешения остаться в городе. Император предоставил ему только один день, прежде чем он должен был уехать в Линц. В течение одного дня Герман всё же сумел подготовиться к обороне города.
3 сентября 1683 года он представлял императора на заседании Великого военного совета с польским королём Яном III Собеским и другими союзниками. Некоторые из его предложений были реализованы. Карл V Лотарингский затем принял командование имперскими войсками.
В битве при Вене он с резервными войсками находился на горе Каленберг, недалеко от войск короля Польши. Тем не менее, он штурмовал холм и атаковал турецкие войска. Он захватил много трофеев, которые он позже завещал своему племяннику Людвигу Вильгельму по прозвищу Турецкий Луи.

#### Великая Турецкая война
После осады Вены началось контрнаступление. Когда осада Буды не принесла результатов, местные командиры хотели снять осаду. По приказу герцога Лотарингии император отправил Германа в Буду, где он смог спасти лишь остатки имперской армии.
В 1687 году Антонио Карафа обвинил Германа в сотрудничестве с венгерскими повстанцами. Племянник Германа, Людвиг Вильгельм, опроверг это обвинение. 9 декабря 1687 года Герман присутствовал при коронации эрцгерцога Иосифа I королём Венгрии в Братиславе. Германа сняли с поста президента Гофкригсрата из-за его конфликта с герцогом Лотарингии о командовании в Венгрии.
С 1688 года Герман был главным представителем императора в Рейхстаге Регенсбурга. В 1691 году он умер от инсульта и был похоронен в Регенсбурге.